# Маккиннон, Стивен
Стивен Гарретт Маккиннон (англ. Steven Garrett MacKinnon; род. 28 сентября 1966, Шарлоттаун) — канадский политик, член Либеральной партии, министр по делам рабочих мест и семей (2025), Лидер правительства в Палате общин Канады (с 2025).

## Биография
Получил степень бакалавра делового администрирования в Монктонском университете и степень магистра делового администрирования — в Университете Куинс. Занимался консалтингом на глобальных рынках, являясь специалистом в области слияний и поглощений. С 1988 по 1995 годах работал советником Фрэнка Маккены, занявшего в этот период должность премьер-министра Нью-Брансуика. В 2003—2006 годах являлся национальным директором Либеральной партии и советником премьер-министра Канады Пола Мартина. В 2009 году был сопредседателем Комитета по реформе партии, в 2013 году занимался подведением итогов голосования за нового лидера либералов.
В 2015 году был избран в Палату общин от преимущественно франкоязычного квебекского округа Гатино, в 2019 году переизбран.
8 января 2024 года Маккиннон был приведён к присяге в качестве временно исполняющего обязанности лидера Палаты общин на период отпуска по беременности Карины Гулд.
19 июля 2024 года получил портфели министров труда и по делам пожилых граждан в правительстве Джастина Трюдо после отставки Шеймуса О’Ригана.
20 декабря 2024 года премьер-министр Трюдо произвёл несколько кадровых перестановок в правительстве, в числе прочих мер назначив Маккинона министром занятости, развития рабочей силы и труда.
24 января 2025 года в дополнение к имеющейся должности назначен лидером Палаты общин.
14 марта 2025 года при формировании правительства Карни получил портфель министра рабочих мест и по делам семей.
13 мая 2025 года Марк Карни произвёл масштабные перестановки в Кабинете по итогам парламентских выборов. В результате принятых мер Маккиннон вернулся в кресло лидера правительства в Палате общин.